# El Mercurio-Aguilar
El Mercurio-Aguilar es una editorial chilena conformada en el año 2000 por El Mercurio S.A.P., una de los principales empresas de comunicación de Chile con la división Aguilar del grupo español Prisa.